# Wiedereinstellung
Die Wiedereinstellung ist ein Rechtsbegriff des Arbeitsrechts.

## Rechtsgrundlage
Der Wiedereinstellungsanspruch ist gesetzlich nicht geregelt. Er existiert vielmehr aufgrund Richterrechts (des Bundesarbeitsgerichts). Ist einem Arbeitnehmer gekündigt worden, kann er einen Anspruch auf Wiedereinstellung haben, wenn dieser ausnahmsweise aus Gründen von Treu und Glauben oder sonstigen Gründen (Rehabilitationsgedanke) erforderlich erscheint. Der Arbeitnehmer darf sich dabei auf seine originären Rechte berufen.

## Kasuistik
Die Geltendmachung des Wiedereinstellungsanspruchs spielt in folgenden Fällen eine Rolle:
- Zum einen kann ein Anspruch auf Wiedereinstellung während der laufenden Kündigungsfrist (und trotz möglicherweise vereinbarten Aufhebungsvertrages) resultieren. Hierbei muss sich die Prognose zur Kündigungsveranlassung als unzutreffend herausgestellt haben.[1]

- Auch nach einer betriebsbedingten Kündigung kann dem Arbeitnehmer nach der Rechtsprechung des Bundesarbeitsgerichts[1][2] ein Wiedereinstellungsanspruch zustehen, wenn sich zwischen dem Ausspruch der Kündigung und dem Ablauf der Kündigungsfrist unvorhergesehen eine Weiterbeschäftigungsmöglichkeit ergibt. Entsteht diese aber erst nach Ablauf der Kündigungsfrist, kommt nur ausnahmsweise ein Wiedereinstellungsanspruch in Betracht. Dem Wiedereinstellungsanspruch können berechtigte Interessen des Arbeitgebers entgegenstehen. Diese können auch darin bestehen, dass der Arbeitgeber den in Betracht kommenden Arbeitsplatz bereits wieder besetzt hat. Der Arbeitgeber kann sich auf die Neubesetzung des Arbeitsplatzes nicht berufen, wenn hierdurch der Wiedereinstellungsanspruch treuwidrig vereitelt wird.[3]

- Auch die Kündigung wegen des Verdachts einer strafbaren Handlung kann zum Anspruch eines Arbeitnehmers zur Wiedereinstellung führen, wenn sich später seine Unschuld herausstellt, zumindest jedoch sich verdachtsbeseitigende Gründe nachträglich herausstellen.[4] Keinesfalls hinreichend für einen Wiedereinstellungsanspruch ist die Einstellung des staatsanwaltschaftlichen Ermittlungsverfahrens gemäß § 170 StPO.[5]